# Івано-Франківський локомотиворемонтний завод
ПрАТ «Івано-Франківський локомотиворемонтний завод» — машинобудівне підприємство, яке спеціалізується на ремонті й осучасненні дрезин, автомотрис та мотовозів, а також займається виготовленням запчастин або ремонтом тепловозів серії ТГМ3, М62, ВЛ80, ТЕ10.
Розташоване в Івано-Франківську за адресою: вул. Залізнична, 22.

## Історія
Засноване 1866 року в місті Станиславові як головні машинні майстерні залізниці Львів — Чернівці, на якій з 1 вересня того ж року розпочався рух потягів.
1870 року завод став найбільшим у Галичині, у 1912 штат підприємства становив 1000 чоловік.
1944 року перейменований на Станіславський паровозоремонтний завод.
У 1977-му відремонтований перший тепловоз із гідравлічною передачею, а в 1979 — останній паровоз. При переході заводу на ремонт тепловозів були реконструйовані всі цехи і ділянки без зупинки виробництва.
В квітні 2019 року завод першим в Україні отримав перелік необхідних до впровадження заходів з енергоощадження у рамках програми енергомодернізації 60 підприємств.
Використовуючи і розвиваючи технічну базу, на підприємстві створений ряд нових виробництв з виготовлення запасних частин і ремонту рухомого складу.
Наразі завод має налагоджені зв'язки з Росією, Казахстаном, Білоруссю, Узбекистаном, Латвією та Естонією.

## Діяльність та продукція заводу
На підприємстві створене наступне виробництво з виготовлення запасних частин та ремонту:
- Виготовлення автомотриси АМВ;
  - Автомотриса АМВ (прототип АГД-1А, Муром, Росія);
  - Автомотриса АМВ (прототип МПТ-6, Тихорецьк, Росія);
  - Автомотриса АМВ з буровим обладнанням;
- Модернізація дрезин, автомотрис, мотовозів;
- Ремонт рухомого складу;
- Виготовлення запасних частин до рухомого складу;
  - Загвіздки-2 гальмівної колодки;
  - Колісна пара ДГКу, АДМ, АГВ;
  - Колісна пара електропотягу ЕР-9П/ЕР-2Т;
  - Колодка гальмівна КТ-РИЦ;
  - Колодка гальмівна локомотивна типу «М»;
  - Редуктор колісної пари електропотягу ЕР-9П;
  - Редуктор компресора КТ-6 електровоза серії ВЛ-80;
  - Шестерні;

Основним напрямком діяльності — випуск сучасної вантажної автомотриси АМВ, що замінює фізично та морально застарілі шляхові дрезини.

### Карта збуту продукції
Станом на 2017 рік завод має налагоджені зв'язки з Росією[джерело?], Казахстаном, Білоруссю, Узбекистаном, Латвією та Естонією.
Із заводом співпрацюють:
- ПАТ Українська залізниця;
- Підприємства Укрзалізниці;
- Заводи і металургійні комбінати України;
- Гірничо-збагачувальні комбінати України, Росії, Казахстану;
- Інші підприємства Грузії, Латвії, Литви, Молдови, Узбекистану.

За час свого існування завод отримав дипломи та численні нагороди[які?] на міжнародних та всеукраїнських виставках.[джерело?]